# Dechtice
Dechtice jsou obec na Slovensku v okrese Trnava. Žije v nich přibližně 1 700 obyvatel. V katastrálním území obce leží přírodní rezervace Katarína.

## Pamětihodnosti
Ve vsi stojí římskokatolický kostel svaté Kateřiny Alexandrijské z roku 1652 a na hřbitově románský kostelík Všech Svatých datovaný do roku 1172. Ten má podobu na Slovensku unikátní rotundy s téměř kruhovým půdorysem vnitřního prostoru lodi, která má však v exteriéru obdélníkový tvar. Na jihovýchodní stěně lodi se zachovala časně románská freska zobrazující život Krista. V centru obce je kaplička z roku 1743 zasvěcená Panně Marii Karmelské. V katastrálním území obce se nacházejí ruiny klášter a kostel svaté Kataríny Alexandrijské z roku 1618 a Mudrochov mlýn.

## Galerie

Dechtice
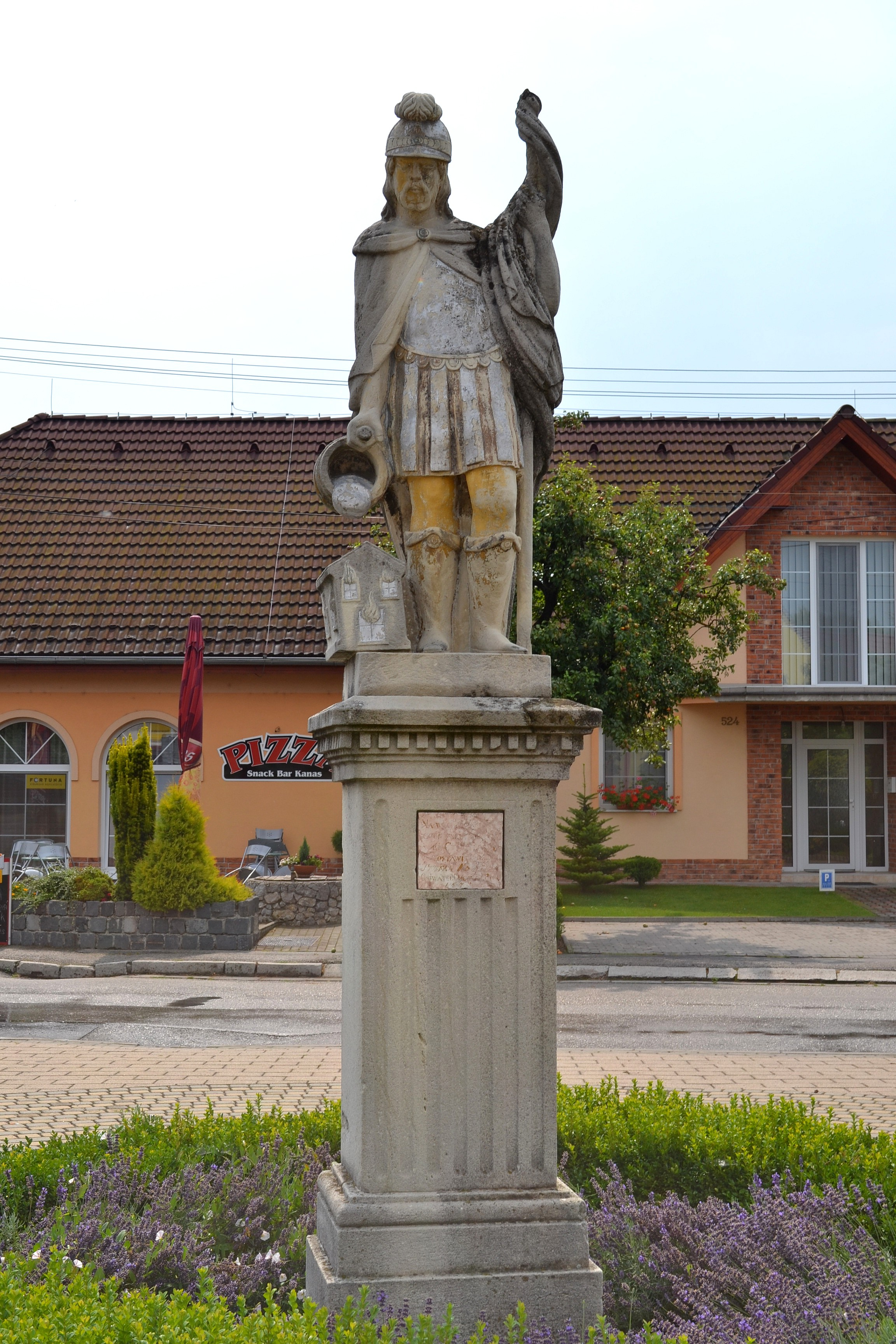
Svatý Florián
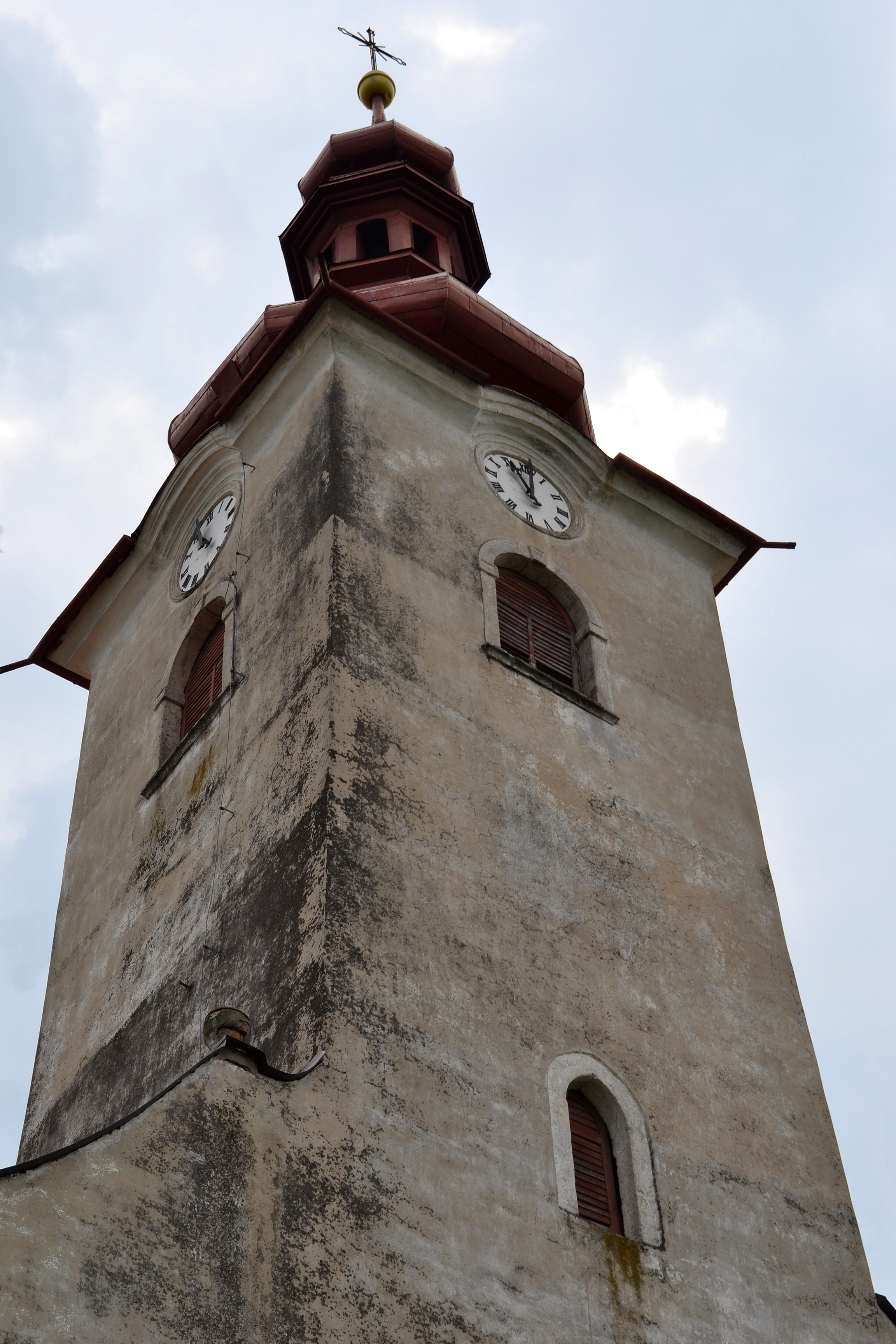
Kostel sv. Kateřiny
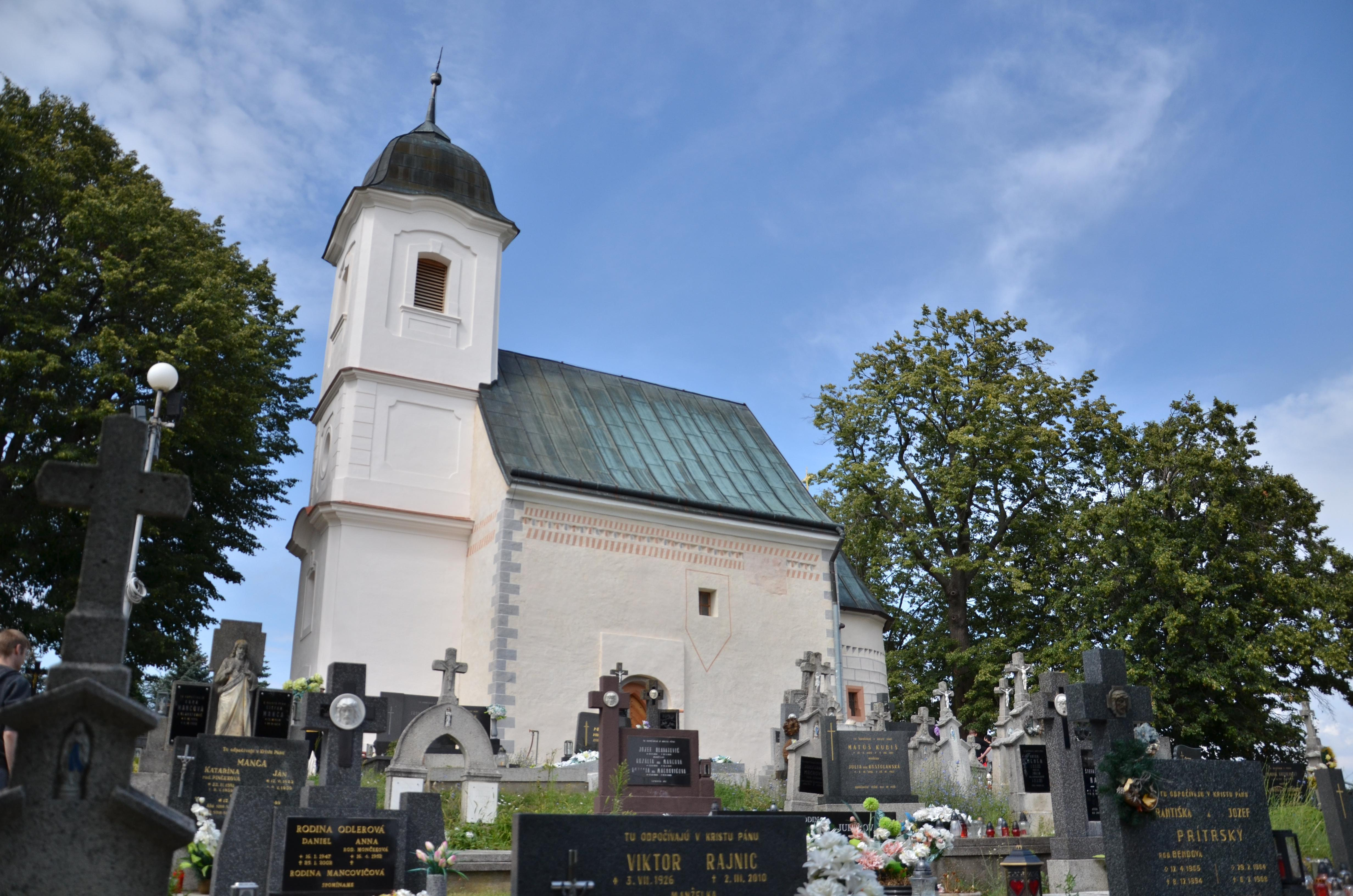
Kostel Všech svatých
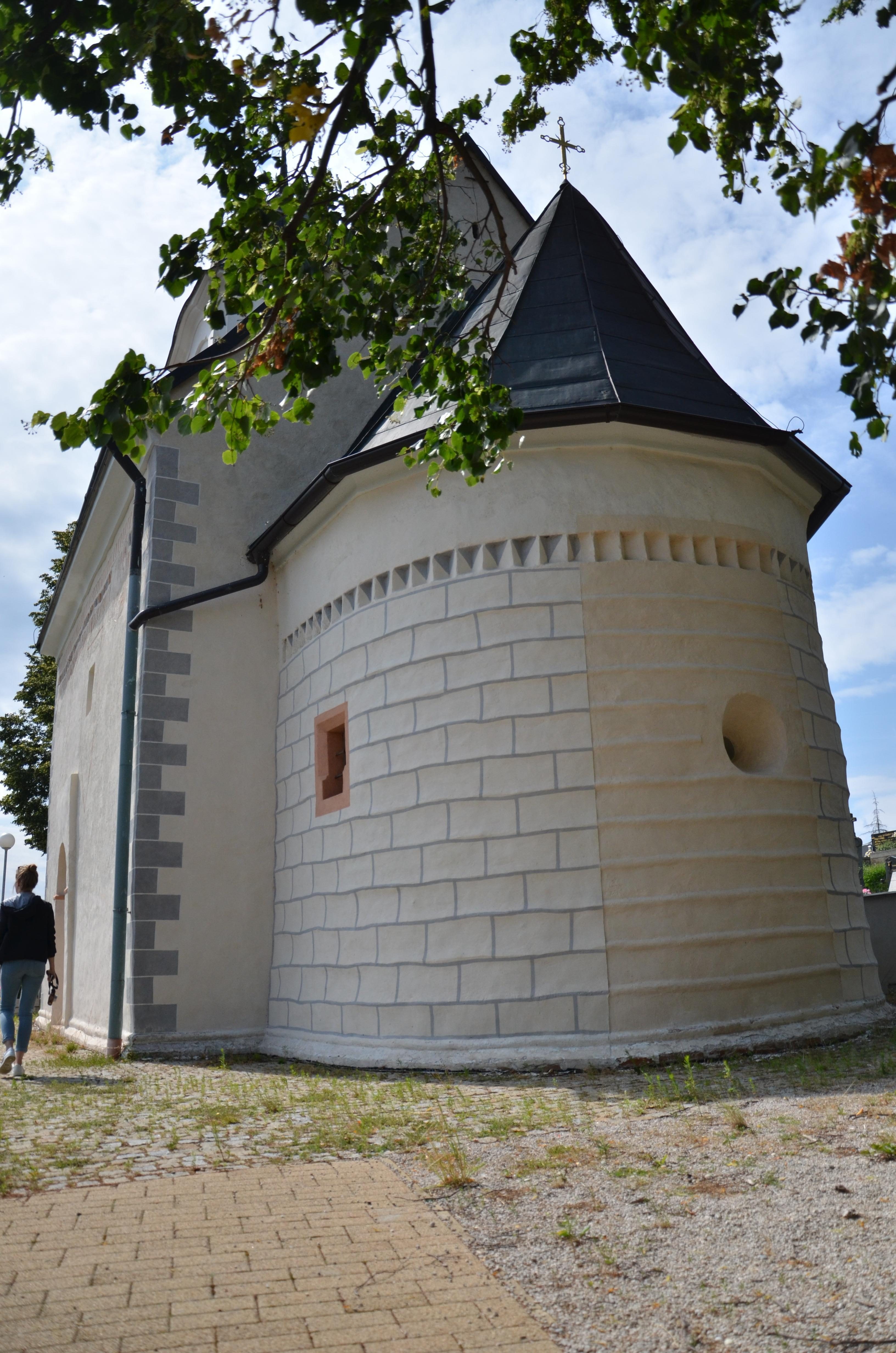
Kostel Všech svatých, kněžiště